# Barton-Kellogg-reactie
De Barton-Kellogg-reactie is een koppelingsreactie tussen een keton en een thioketon via een diazo-tussenproduct waarbij een alkeen gevormd wordt.
De pionier van deze reactie was Hermann Staudinger en de reactie wordt dan ook weleens Staudinger-type diazo-thioketon-koppeling genoemd.

## Reactiemechanisme
In het reactiemechanisme van deze reactie is de diazoverbinding een 1,3-dipool die reageert met het thioketon in een 1,3-dipool-cycloaditie tot een thiadiazoline. Dit tussenproduct is onstabiel en door de vorming van stikstofgas en vorming van een thiocarbonylylide vormt het een stabiel episulfide. Trifenylfosfine opent de 3-ring en vormt dan een sulfafosfataan vergelijkbaar met de Wittig-reactie. In de laatste stap wordt trifenylfosfinesulfoxide uitgestoten waarbij het alkeen gevormd wordt.

## Domein
De diazoverbinding kan verkregen worden door de reactie van een keton met hydrazine om zo een hydrazon te vormen. Dit kan vervolgens geoxideerd worden. Er zijn vele reagentia beschikbaar voor deze conversie, bijvoorbeeld zilver(I)oxide of (bis(trifluoracetoxy)jood)benzeen. Het vereiste thioketon kan verkregen worden uit een keton en fosforpentasulfide. Ontzwaveling van het episulfide kan gebeuren via vele fosfines alsook met koperpoeder.
Het grote voordeel van deze reactie over de McMurry-reactie is dat de reactie kan plaatsvinden tussen twee verschillende ketonen. De diazo-thioketonkoppeling is een kruiskoppeling en geen homokoppeling.